# 西内のシダレグリ自生地

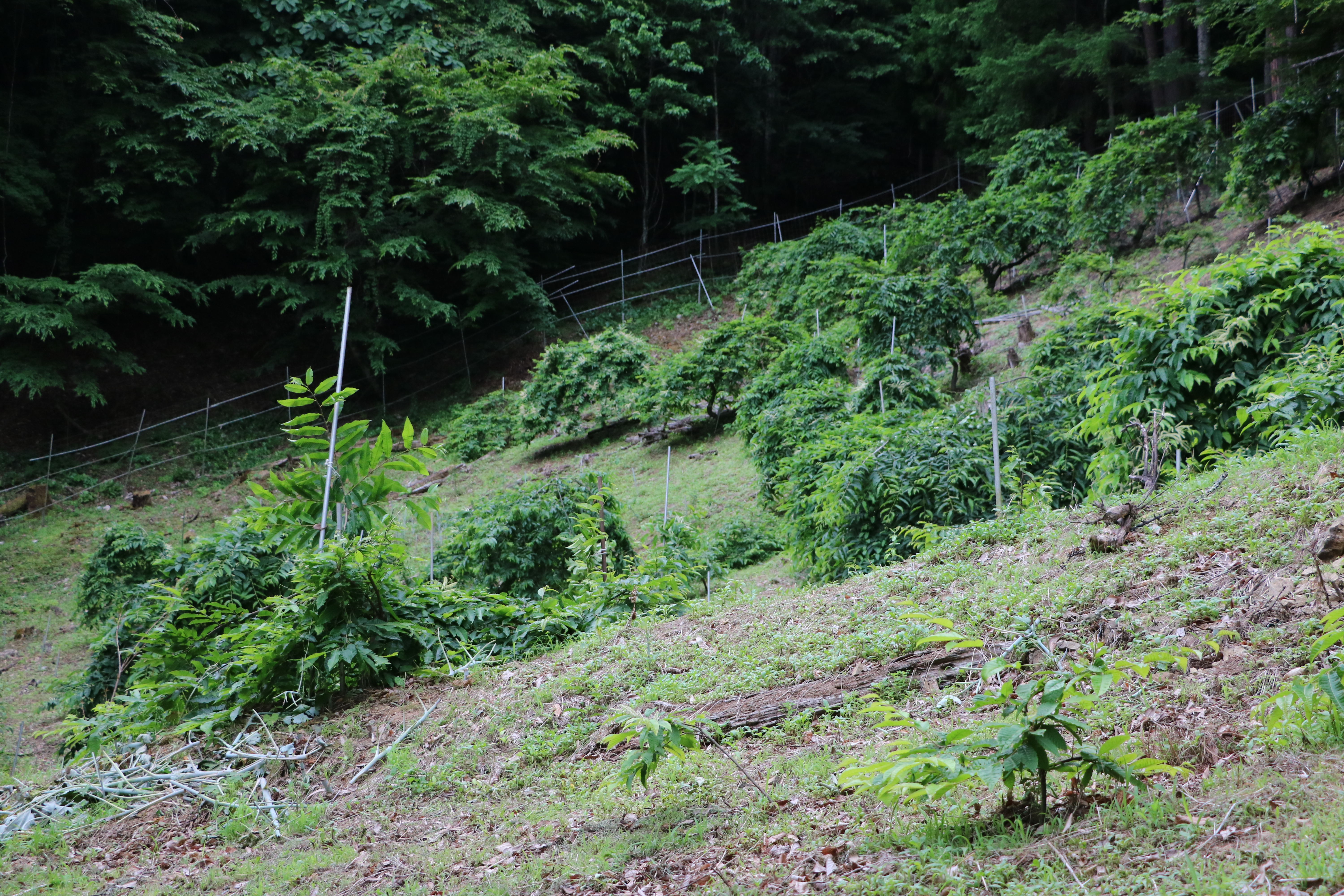
西内のシダレグリ自生地。2022年6月27日撮影。

西内のシダレグリ自生地（にしうちのシダレグリじせいち）は、長野県上田市平井上ノ原にある、国の天然記念物に指定されたシダレグリ（枝垂栗・学名: Castanea crenata var. pendula Makino）の自生地である。
日本国内で一般的にクリ（栗）と呼ばれているニホングリ（学名: Castanea crenata Sieb. et Zucc.）は、ブナ科クリ属の木の一種で、いくつかの変種があり、シダレグリはそのひとつであるが、その特異な形状から信仰心と結びつき、神社仏閣へ奉納され境内などに植栽されるケースが多く、ほとんどが単体（単独樹）で生育しており、自然状態で植物群落を形成することは極めて少ない。
明かなシダレグリの自生地は長野県内を含め日本国内に5か所ほどであるが、西内のシダレグリ自生地はシダレグリの最初の発見地とも言われており、複数株のシダレグリが生育する数少ない自生地として、1920年（大正9年）7月17日に国の天然記念物に指定された。指定名称にある西内は指定当時の村名である西内村のことで、当初の名称は「西内村枝垂栗自生地」であったが、1957年（昭和32年）7月31日に今日の指定名「西内のシダレグリ自生地」へ名称変更された。
1960年代以降、クリタマバチなどの害虫による被害を受け壊滅状態になったが、2007年（平成19年）の秋に、指定地から約1 km（キロメートル）ほど山中に入った藪の中から新たにシダレグリの幼木3本が発見された。地元有志で結成されたシダレグリ保存会により、当所の指定地山腹にシカによる食害を防止するために柵を設け、再発見された幼木から取り木により育てられた複数の苗木を柵で囲まれた区画へ植栽し、次世代のシダレグリ育成や害虫駆除など保全育成活動が継続して行われている。

## 解説

### 天然記念物指定の経緯
西内のシダレグリ自生地は長野県のほぼ中央部に位置する、旧小県郡丸子町（現、上田市）西部の山間部にある鹿教湯温泉から2 km ほど東側の標高約750 m（メートル）から800 m の山腹斜面に所在する。この場所は千曲川水系内村川の谷間を走る国道254号沿いにある上田市西内保育園と西内コミュニティセンターの中間部付近から南側へ1.5 km ほど入った、通称朝日山中と呼ばれる里山を登ったところにあるが、一般向けの道路や歩道などは整備されていない。丸子町教育委員会によれば相当の距離を入った所にあり、夏はマムシが多く、冬は積雪のため自生地を訪れるのは難しいという。
天然記念物指定に先立ち現地調査を行った植物学者の三好学が1919年（大正8年）に報告した内容によると、現地はカラマツの植林地の外側に、通常のクリや白樺などで構成される一画があり、この山腹斜面に枝垂れたクリが散生するのを確認し、これらが他所から植樹されたものでなく、純然たる自生であることが確認された。この時に確認されたシダレグリは10株あまりで、そのうち最大のものは地上から約4尺（約1.2 m）付近の幹囲が8尺（約2.4 m）におよび、その他にも4尺から5尺ほどの幹囲を持つものがあった。周辺には枯死して倒伏したシダレグリと思われる屈曲した幹を持つ倒木があり、三好を案内した地元の横澤末木によれば、生存するシダレグリが10株、枯死したもの2株を確認しているという。また、地元の人々の話によれば、もともとこの山中にはシダレグリが多数生育していたものの、薪に使用するため伐採されてしまったという。
三好の報告書では、当地山林の数町歩を保存するべきで、当地区の人々もシダレグリの生育する山林の所有者も天然記念物の指定に異議はないと記されている。こうして西内のシダレグリ自生地は1920年（大正9年）7月17日に、同じく長野県の上伊那郡伊那富村（現、辰野町）にある小野のシダレグリ自生地とともに国の天然記念物に指定された。なお、この1920年（大正9年）7月17日付けの指定は、同年6月1日に史蹟名勝天然紀念物保存法が制定されたことにより、日本で最初に指定された10件の国の天然記念物のひとつであり、西内のシダレグリ自生地は記念すべき天然記念物物件である。

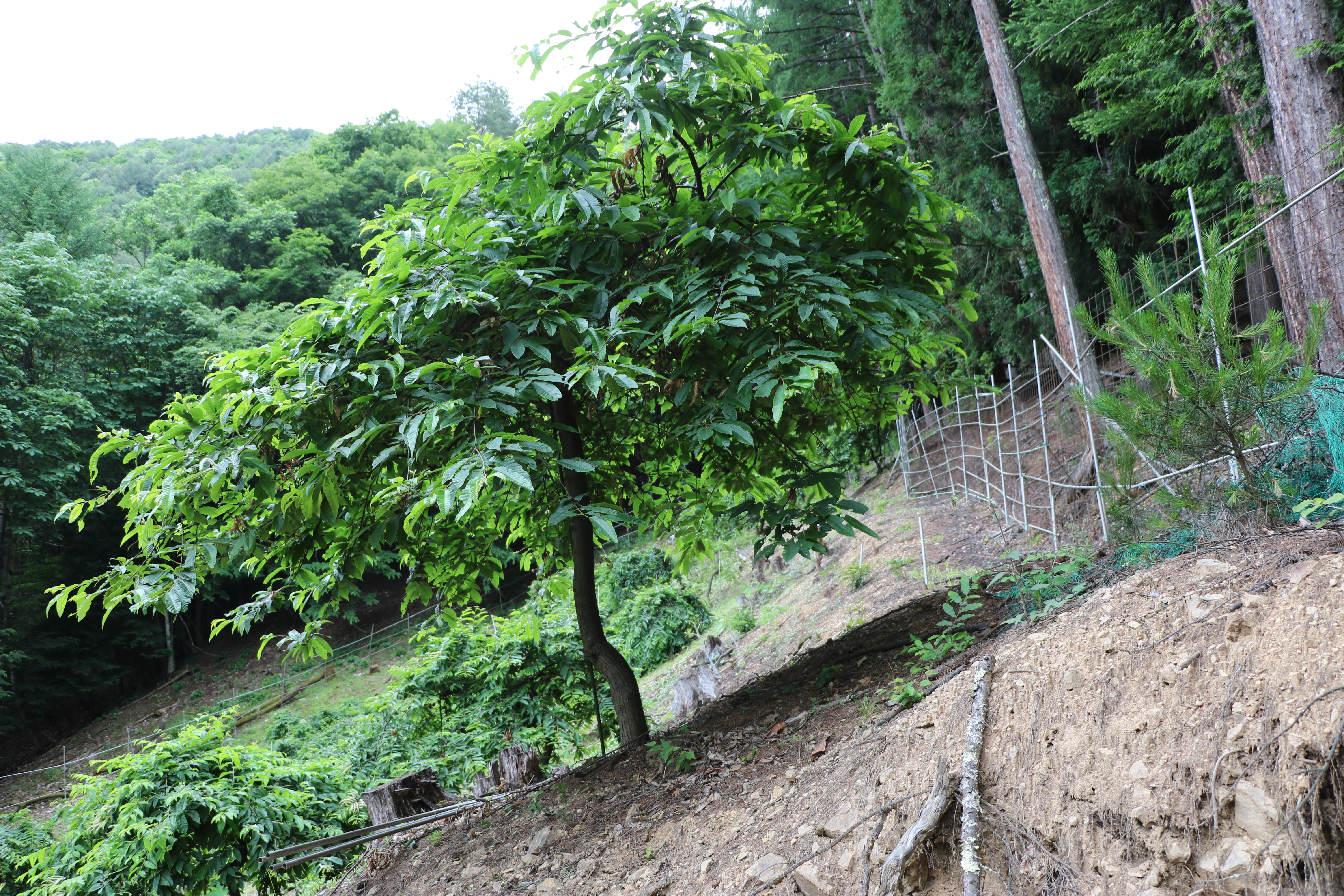
西内のシダレグリ自生地。2022年6月27日撮影。

### 全滅危機からの回復と再生事業
大日本山林会が1962年（昭和37年）に発刊した『日本老樹名木天然記念樹』によれば、「西内の枝垂栗自生地5株」として現状が解説されており、天然記念物指定地の4か所に計5株が自生し、そのうち最小の株は樹高1.2 m、胸の高さの幹囲15 cm（センチメートル）、最大の株は樹高7.3 m、胸の高さの幹囲1.42 m であった。ただし、前後する昭和30年頃より西内のシダレグリはクリタマバチなどの害虫や、シカによる食害などにより個体数が減少し始め、1995年（平成7年）の講談社『日本の天然記念物』において長野県下の植物天然記念物解説を担当した信州大学の和田清は、西内のシダレグリ自生地について、「僅かに枝垂れと思われる小さな木が点在するに過ぎず、指定地を示す表示もなく、地元の人々でさえ場所を知る人は少なくなり、すっかり幻の指定地となってしまった」と、当時の壊滅的な状況を案じている。
危機感を持った当時の丸子町（現、上田市丸子地区）は1996年（平成8年）に、同じく国の天然記念物に指定されている小野のシダレグリ自生地のある同県上伊那郡辰野町へシダレグリの接ぎ木の提供を依頼し、その結果、西内のシダレグリ自生地は全滅を回避することができた。その後、2007年（平成19年）の秋には地元の有志によって、指定地内の山中からシダレグリの幼木3本が新たに発見された。これらの経緯から自生地に最も近い西内穴沢地区の住民の間で、シダレグリ保全育成の機運が高まり、2009年（平成21年）地元有志により「平井地区穴沢枝垂栗・榎保存会」が結成され、上田市教育委員会から自生地の管理を委託されることになった。
なお、保存会の名称には枝垂栗だけでなく枝垂榎も含まれるが、これは当地のすぐ東側の東内（ひがしうち）地区にある、同じく国の天然記念物に指定されている東内のシダレエノキのことである。このエノキ（榎）は老衰により1977年（昭和52年）に枯死してしまったが、枯死前に地元有志により接ぎ穂が保存されていたものを後継樹として数カ所に分散させ生育させ、天然記念物の指定解除を免れている経緯がある。クリとエノキと樹種は異なるが、どちらも枝垂れ系の樹木、かつ指定解除の危機を免れた経歴を持つ国指定天然記念物が至近距離にあることは珍しく、2010年（平成21年）に「上田市わがまち魅力アップ応援事業」の採択を受け、地元ではこの2つの天然記念物の保護育成を目的に、国道254号線沿いの西内保育所南側の一角に「平井地区穴沢シダレグリ・シダレエノキ公園」を設けるなど、2つの国指定天然記念物の保全保護活動を行っている。
希少なシダレグリに関心を持ってもらう試みとして、植物学者や文化庁文化財調査官などによるシダレグリに関する一般向けのシンポジウムが、小野のシダレグリ自生地の所在する長野県辰野町で2021年（令和3年）9月に2日間にわたり開催された。この中で国の天然記念物に指定されている3か所の各自治体により、それぞれの保全活動事例などが紹介され、西内のシダレグリ自生地について発表を行った上田市丸子地域教育事務所によれば、2021年（令和3年）の時点で西内のシダレグリ自生地では約100本ものシダレグリが順調に生育していると報告され、次世代のシダレグリ育成が着実に進められている。

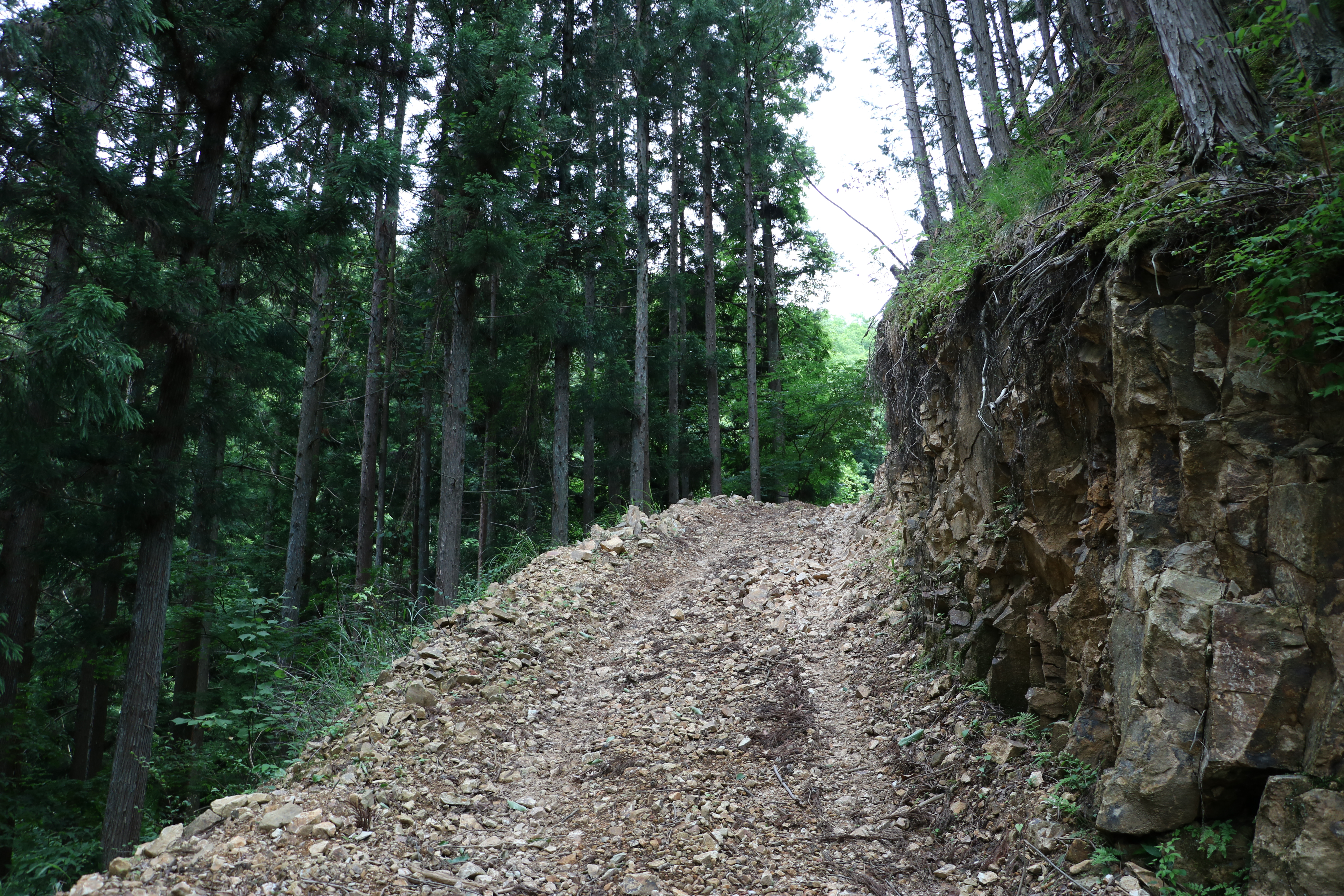
保存会が造成した指定地へ続く急勾配の仮設林道。2022年6月27日撮影。
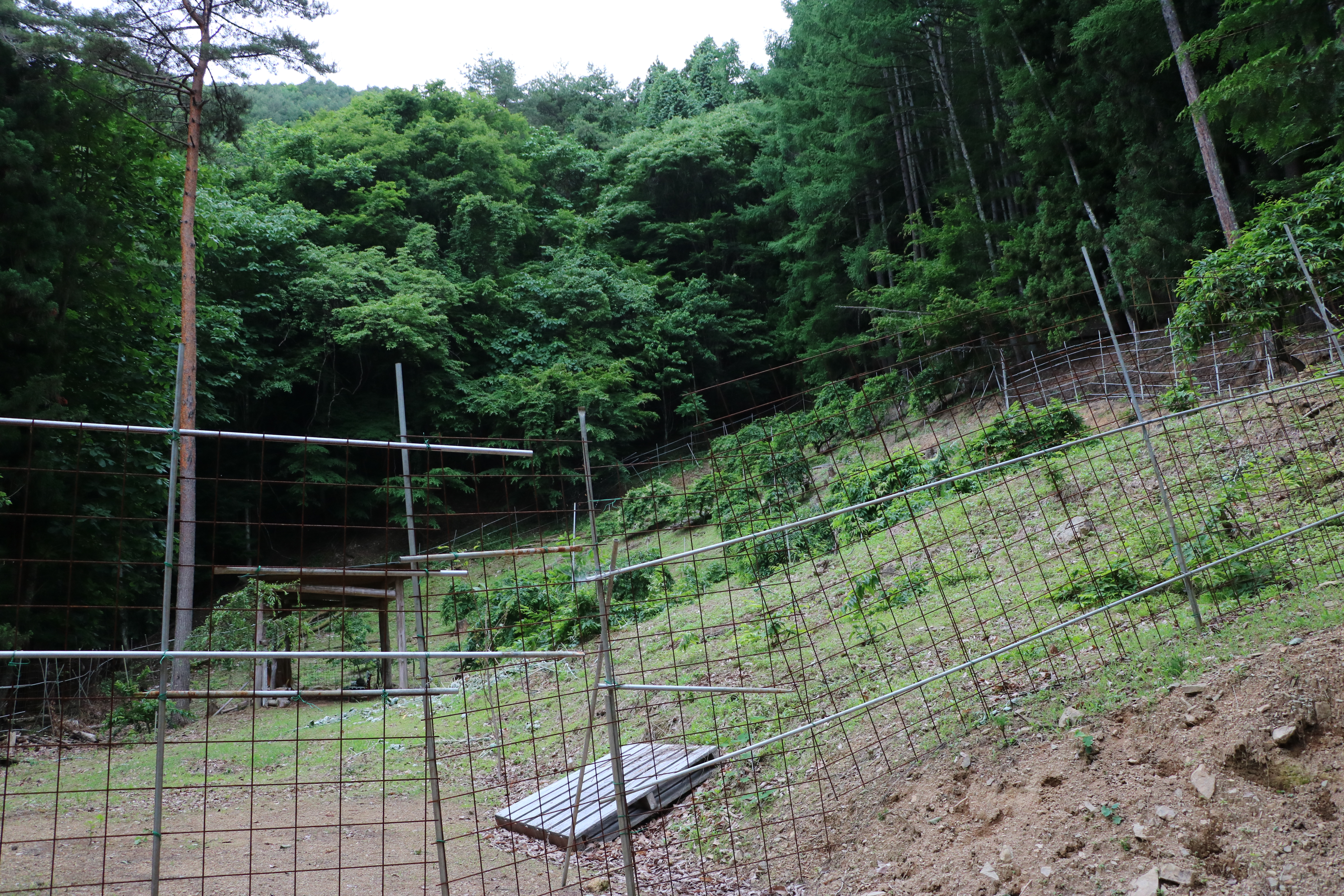
西内のシダレグリ自生地。指定地周囲は柵で囲まれ、シカなどの侵入を防いでいる。2022年6月27日撮影。
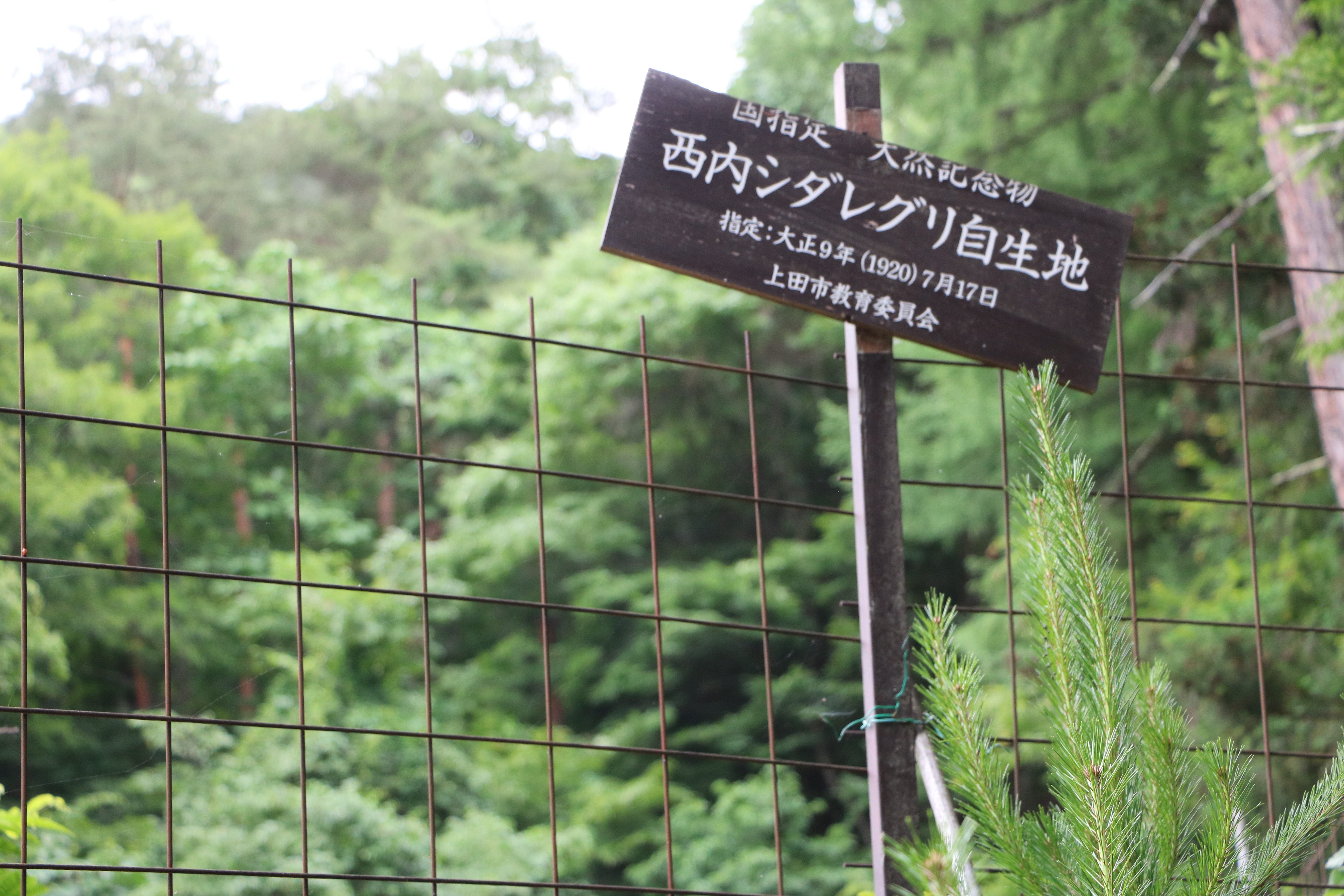
上田市教育委員会が設置した、西内のシダレグリ自生地表示板。2022年6月27日撮影。

## 交通アクセス
所在地
- 長野県上田市平井字上ノ原2637番地12ほか[10][17]。

交通
- しなの鉄道しなの鉄道線大屋駅下車、千曲バス鹿教湯線「丸子・鹿教湯方面行」乗車、西内農協前バス停下車。
- 上信越自動車道東部湯の丸インターチェンジまたは上田菅平インターチェンジより、国道18号大屋交差点から国道152号・国道254号経由で約30分。
  - 便宜上、交通については最寄りの公共施設である「上田市コミュニティセンター西内」を示した。シダレグリの自生地はコミュニティセンターより未整備の山腹急斜面を約1.5 km 登った場所にある。